# Moïta
Moïta (korsisch und italienisch Moita) ist eine Gemeinde mit 62 Einwohnern (Stand 1. Januar 2022) im Département Haute-Corse in Frankreich. Sie gehört zum Kanton Ghisonaccia.

## Geografie
Moïta ist ein Dorf in der Castagniccia im korsischen Gebirge. Straßenverbindungen bestehen nach Matra und Campi.

## Bevölkerungsentwicklung
| Jahr      | 1962 | 1968 | 1975 | 1982 | 1990 | 1999 | 2007 | 2014 |
| --------- | ---- | ---- | ---- | ---- | ---- | ---- | ---- | ---- |
| Einwohner | 215  | 231  | 200  | 164  | 121  | 76   | 79   | 79   |

## Sehenswürdigkeiten
- Kirche Saint-Simeon

## Wirtschaft
Auf dem Gemeindegebiet gelten kontrollierte Herkunftsbezeichnungen (AOC) für Brocciu, Honig (Miel de Corse – Mele di Corsica), Olivenöl (Huile d’olive de Corse – Oliu di Corsica) und Kastanienmehl (Farine de châtaigne corse – Farina castagnina corsa) sowie geschützte geographische Angaben (IGP) für Wein (Ile de Beauté blanc, rosé oder rouge und Méditerranée blanc, rosé und rouge).